# Weerberg
Weerberg   är en ort och kommun i distriktet Schwaz i förbundslandet Tyrolen i Österrike.